# Ана Мена
Ана Мена (шп. Ana Mena; Естепона, Шпанија, 25. фебруар 1997) је шпанска поп певачица и глумица.

## Живот и каријера
Ана Мена је рођена 1997. године у месту Естепона које се налази у провинцији Малага, Андалузија. Њен први самостални албум, "Index", објављен је 2018. године.
| Албум | Детаљи                                            | Сертификација |
| ----- | ------------------------------------------------- | ------------- |
| Index | - Датум објаве: 11. мај 2018. године - Формат: ЦД | _             |

## Награде и номинације
- Kids' Choice Awards

| Година | Категорија              | Номиновано дело | Исход    |
| ------ | ----------------------- | --------------- | -------- |
| 2018.  | Favorite Artist (Spain) | Ана Мена        | Освојено |

- MTV Europe Music Awards

| Година | Категорија              | Номиновано дело | Исход      |
| ------ | ----------------------- | --------------- | ---------- |
| 2021.  | Најбољи шпански извођач | Ана Мена        | Номинација |